# Jevgenij Kiseljov
Jevgenij Alexejevič Kiseljov, rusky Евге́ний Алексе́евич Киселёв (* 15. června 1956, Moskva), je přední ruský novinář, nyní žijící a pracující na Ukrajině. V roce 1993 spolu s Vladimirem Gusinským založil soukromou nezávislou televizní stanici NTV, když však nad ní v roce 2001 převzal rozhodující vliv Gazprom, odešel do menší TVS. Ta však v roce 2003 ukončila činnost a Kiseljov začal pracovat jako šéfredaktor týdeníku Moskovskije novosti. V roce 2008 odešel na Ukrajinu.